# Бородай Катерина Василівна
Катерина Василівна Бородай, у шлюбі Збандут (нар.. 16 липня 1983, Жданов (нині Маріуполь) Донецької області Української РСР) — українська спортсменка-важкоатлетка (пауерліфтинг); Майстер спорту (2000), Майстер спорту міжнародного класу (2000), Заслужений майстер спорту України (2005).

## Життєпис
Катерина Бородай народилася 3 липня 1983 року в Жданові (нині Маріуполь) Української РСР.
У 2007 році закінчила Маріупольський державний університет, у 2008 році — Харківську академію фізичної культури.
Виступала за Маріупольський спортивний клуб «Вінгс-спорт» у вагових категоріях 5 та 82,5 кг протягом 1999—2008 років. З 2003 року Катерина Бородай була членом збірної команди України. Її тренером був Іван Збандут, з яким одружилася.
Була переможницею першості світу серед жінок у 2005 році. Бронзова призерка чемпіонатів Європи серед юніорів (2001) і дорослих (2008). Власниця Кубка України 2007 року.
Займається громадською діяльністю, є депутаткою Ялтинської (Мангушський район Донецької області) селищної ради.